# Albin Lermusiaux
Albin Georges Lermusiaux (Noisy-le-Sec, 9 agosto 1874 – Maisons-Laffitte, 20 gennaio 1940) è stato un mezzofondista, maratoneta e tiratore a segno francese.

## Biografia
Partecipò alle gare di atletica leggera e di tiro a segno delle prime Olimpiadi moderne che si svolsero ad Atene nel 1896.
Prese parte agli 800 metri piani, correndo in 2'16"6 e qualificandosi per la finale, alla quale però non partecipò, ai 1500 metri, dove vinse la medaglia di bronzo in 4'36"0, e nella maratona, ritirandosi al 32º km.
Lermusiaux prese parte alla carabina militare, classificandosi oltre il 14º posto.

## Palmarès

### Atletica leggera
| Anno | Manifestazione  | Sede  | Evento      | Risultato | Prestazione | Note |
| ---- | --------------- | ----- | ----------- | --------- | ----------- | ---- |
| 1896 | Giochi olimpici | Atene | 800 metri   | Finale    | dns         |      |
| 1896 | Giochi olimpici | Atene | 1 500 metri | Bronzo    | 4'36"0      |      |
| 1896 | Giochi olimpici | Atene | Maratona    | dnf       | dnf         |      |